# Epalpus canus
Epalpus canus là một loài ruồi trong họ Tachinidae.